# Riposa Coniglio
Riposa Coniglio (Rabbit at Rest) è un romanzo di John Updike del 1990. Il romanzo porta alla conclusione la storia di Harry Angstrom, detto "Coniglio", già protagonista dei precedenti romanzi Corri, Coniglio (1960), Il ritorno di Coniglio (1971) e Sei ricco, Coniglio (1981).

## Trama
Questo quarto e ultimo romanzo della serie di Harry "Coniglio" Angstrom, si concentra sul biennio 1988-89. Harry, quasi 40 anni dopo i suoi giorni di gloria come stella del basket al liceo in una città di medie dimensioni della Pennsylvania, si è ritirato con Janice, sua moglie da 33 anni, nella soleggiata Florida durante i mesi freddi, dove Harry è depresso, pericolosamente sovrappeso e alla disperata ricerca di ragioni per continuare a vivere.
Incapace di smettere di sgranocchiare patatine di mais, noci di macadamia e altro cibo spazzatura, Harry quasi muore dopo un attacco di cuore mentre pescava al sole con la sua nipotina di nove anni, Judy. In una "redenzione" dalla morte per annegamento della figlia neonata Rebecca nel precedente romanzo, salva Judy dall'annegamento durante il pomeriggio di pesca al sole.
È distratto dalle sue preoccupazioni esistenziali, dagli atti del figlio tossicodipendente Nelson, al quale Janice (l'attuale proprietaria della ricchezza degli Angstrom) ha dato il controllo della fiorente attività di famiglia, una concessionaria Toyota della Pennsylvania. La scoperta che Nelson ha rubato dall'azienda per sostenere la sua dipendenza dalla droga fa sì che Harry perda l'azienda di famiglia. Nonostante le sue molteplici difficoltà, Harry riesce a trarre conforto dalla presenza di Judy, la cui sicurezza e atletismo gli ricordano i suoi giorni di gloria al liceo. Si dimostra invece meno attaccato al nipote Roy di quattro anni, che sembra diffidente e timoroso nei suoi confronti, proprio come Nelson.
Mentre si sta riprendendo da un intervento al cuore, Harry riconosce un'infermiera, Annabelle Byer, come sua figlia illegittima avuta dalla sua vecchia fidanzata, Ruth. Trascorre del tempo con lei senza identificarsi come il suo probabile padre. Poi, la sua amante di lunga data, Thelma Harrison (moglie del suo nemico del liceo Ron), muore di lupus. Ron affronta Harry al funerale di Thelma, ma gli uomini poi si riconciliano giocando a golf. Harry incontra anche Cindy Murkett al funerale, una donna di cui una volta era ossessionato, ed è rattristato nel vedere che è diventata una divorziata obesa e amareggiata.
Dopo che Nelson torna da un programma di cura e Janice inizia a lavorare come agente immobiliare, la famiglia scopre che Harry ha avuto un'avventura di una notte con Pru, la moglie di Nelson, la notte dopo essere stato dimesso dall'ospedale. La rabbia di Janice per questo tradimento spinge Harry a scappare in Florida. Mentre si nasconde, Harry ha un attacco di cuore poco dopo aver vinto una partita di basket uno contro uno con un giovane locale (facendo eco all'apertura del primo romanzo in cui Harry si unisce impulsivamente a un gruppo di adolescenti che giocano a basket). Nelson e Janice raggiungono il capezzale di Harry mentre è ancora vivo. Janice lo perdona per le sue infedeltà e lui si riconcilia anche con suo figlio. I suoi affari personali sono ora in gran parte risolti e infine Harry "Coniglio" Angstrom muore serenamente.

## Edizioni
- John Updike, Riposa Coniglio, Rizzoli, 1992, traduzione di Mario Biondi, ISBN 88-17-67856-2.
- John Updike, Riposa Coniglio, Einaudi, 2017, traduzione di Mario Biondi, ISBN 978-88-06-21478-4.